# Metropolia Tamale
Metropolia Tamale – jedna z 4 metropolii kościoła rzymskokatolickiego w Ghanie. Została ustanowiona 30 maja 1970.

## Diecezje
- Archidiecezja Tamale
  - Diecezja Damongo
  - Diecezja Navrongo–Bolgatanga
  - Diecezja Wa
  - Diecezja Yendi

## Metropolici
- Peter Proeku Dery (1977-1994)
- Gregory Ebolawola Kpiebaya (1994-2009)
- Philip Naameh (od 2009)